# Campeonato Carioca de Futebol de 2003 - Terceira Divisão
O Campeonato Carioca da Terceira Divisão de 2003 foi uma edição da terceira divisão do campeonato estadual de futebol profissional do Rio de Janeiro. A competição foi organizada pela Federação de Futebol do Estado do Rio de Janeiro (FERJ).
Ao final da disputa, sagrou-se campeão o Bonsucesso e vice o Mesquita, ambos promovidos.

## Participantes
- Atlético Clube Força do Bem, (Rio de Janeiro)
- Barcelona Esporte Clube, (Rio de Janeiro)
- Bonsucesso Futebol Clube,, (Rio de Janeiro)
- Campo Grande Atlético Clube (Rio de Janeiro)
- Clube da Paz Ltda, (Rio de Janeiro)
- União Esportiva Coelho da Rocha, (São João de Meriti)
- Esprof Atlético de Futebol e Clube, (Cabo Frio)
- Faissal Futebol Clube, (Itaboraí)
- Grêmio Esportivo Km 49, (Seropédica)
- Associação Esportiva Independente, (Macaé)
- Deportivo La Coruña Brasil Futebol Clube, (Rio de Janeiro)
- Esporte Clube Lucas, (Rio de Janeiro)
- Mesquita Futebol Clube, (Mesquita)
- Professorado Campestre Clube, (Rio de Janeiro)
- Resende Futebol Clube, (Resende)
- Rio das Ostras Futebol Clube, (Rio das Ostras)
- Rubro Social Esporte Clube, (Araruama)
- Esporte Clube Taquaral, (Maricá)
- Teresópolis Futebol Clube, (Teresópolis)
- Tomazinho Futebol Clube, (São João de Meriti)
- Três Rios Futebol Clube, (Três Rios)
- União de Marechal Hermes Futebol Clube, (Rio de Janeiro)
- União Central Futebol Clube, (Rio de Janeiro)